# 버킷 리스트: 죽기 전에 꼭 하고 싶은 것들
버킷 리스트: 죽기 전에 꼭 하고 싶은 것들(영어: The Bucket List)은 2007년 롭 라이너 감독, 저스틴 잭햄 극본, 잭 니콜슨과 모건 프리먼 주연의 코미디 드라마 영화이다. 주 줄거리는 두 말기 환자들(잭 니콜슨, 모건 프리먼 역) 이 죽기전에 꼭 해야하는 일을 비롯한 그들만의 소원목록을 작성하여 여행을 떠나는 내용이다. 본 영화는 2007년 12월 15일 헐리우드에서 첫 개봉했다. 2007년 12월 25일 워너 브로스가 배포하여 미국과 캐나다에서 한정 개봉했다. 2008년 1월 11일 미국과 캐나다에 대규모 배급됐고 2008년 2월 8일 영국, 그리고 2008년 2월21일 오스트레일리아에서 개봉됐다. 2017년 11월 29일 재개봉했다. 본 영화는 평론가들에게 엇갈린 평을 받았지만 총 175.3백만 달러를 벌어들여 세계적으로 흥행에 대성공했다.

## 줄거리
카터는 "버킷리스트", 혹은 죽기전에 해야 할 일 리스트를 쓰기 시작한다. 그가 살 날이 일 년조차 남지 않았다는 통보를 받은 뒤, 그는 버킷리스트를 버린다. 다음날 에드워드는 그 리스트를 발견하고 모든 항목들을 한번 실현시켜보자고 설득 시킨다, 그리고 더 많은 항목들을 추가 한다, 그리고 모든 비용을 지원해 주겠다고 한다. 카터의 아내 버지니아(Beverly Todd)는 그를 말렸지만 그는 이에 동의 한다.
두 사람은 세계여행을 시작한다. 그들은 같이 스카이 다이빙을 하고, 셸비 무스탕을 운전하고, 북극 위를 비행하기도 하고, 프랑스 레스토랑 Chevre d'Or에서 저녁 식사를 하고, 인도의 타지마할을 방문하고, 중국의 만리장성에서 오토바이를 몰기도 하고, 아프리카의 사파리에서 모험을 즐기기도 한다. 기자의 대피라미드 꼭대기에서, 그들은 맞은편의 카프레의 피라미드와 멘카우레의 피라미드를 바라본다. 그들은 자신의 믿음과 가족사에 대해 고백하는데 카터는 그의 아내에 대한 사랑이 많이 식었고, 에드워드는 그의 외동딸과의 오랜 별거에 많은 상처를 받았다는 사실이 밝혀진다, 그녀는 아버지가 폭력적인 남편을 제거하라고 사람을 보낸 사실을 알고 아버지와 의절했다. 홍콩에서 에드워드는 아내이외에 아무 여자와도 사귀어 보지 못한 카터를 위해 매춘부 (로위나 킹)를 고용한다. 하지만 카터는 그가 아직도 아내를 사랑한다는 사실을 깨닫고 그녀를 거절한다, 그리고 집으로 돌아가기를 원한다. 집으로 돌아오는 길에, 카터는 에드워드와 그의 딸을 재회시키려 하여 그에게 보답하려 했지만 에드워드는 화가 치밀어 올라 카터와의 여정을 마치게 된다. 카터는 그의 아내와 아이들과 손자들이 있는 집으로 돌아갔고, 그들은 서로 농담을 하며 가족끼리 저녁을 먹게 된다. 반면에 에드워드는 집에서 혼자 냉동식품으로 저녁을 먹는다.
카터 가(家)의 가족 모임은 오래 가지 못했다. 아내와의 막간의 연애중 카터는 발작을 일으키고 곧바로 응급실로 향하지만 암이 뇌로까지 퍼졌다는 통보를 받는다. 아직 차도가 있는 에드워드는 병문안을 가서 지난일들을 회상한다, 그리고 카터는 에드워드가 즐겨 마시는 코치 루왁이 수마트란 마을에서 자라는데 그곳의 정글 고양이들이 그것을 먹고 배설한 대변의 특별한 아로마 위액 때문에 재배된다는 재미있는 사실을 밝힌다. 그 뒤로 카터는 버킷리스트에 있는 "눈물이 날 때까지 웃기" 항목을 지운다 그리고 에드워드에게 남은 항목들을 혼자 마저 끝내라고 유언한다. 카터는 수술을 하지만 결과는 좋지 않았고 그는 결국 수술대 위에서 숨을 거둔다.
카터가 죽었다는 소식이 그의 아내와 가족에게 전해진 뒤 에드워드는 드디어 딸과 화해를 시도한다. 그녀는 그가 다시 찾아온 것을 반갑게 받아줄 뿐만 아니라 그가 생각지도 못한 손녀딸을 소개시켜준다. 소녀와 인사를 나눈 후 그는 소녀의 이마에 키스를 한다, 그리고 에드워드는 버킷 리스트의 마지막 항목인 "세상에서 가장 아름다운 소녀에게 키스하기"를 지운다. 카터의 장례식에서 에드워드는 추도 연설을 한다, 그는 카터와 낯선 사람으로 만났지만 카터의 마지막 세달은 그의 인생 최고의 시간들이었다고 설명한다. 그리고 그는 "낯선 사람을 도와주기" 항목을 버킷리스트에서 지운다.
에필로그에서 에드워드가 81세까지 살았다는 것을 보여준다, 그리고 그의 비서 토머스는 그의 유골함을 히말라야 산맥으로 가져간다. 토머스가 Chock full o'Nuts 커피캔을 또다른 캔 옆에 놓고 버킷 리스트의 마지막 항목 "정말 장엄한 것을 목격하기"를 지우고 그 리스트를 두 캔 사이에 끼워 넣는다. 토머스의 나레이션은 두 캔이 그들의 유해를 담고 있고 에드워드는 이것을 아주 좋아할 것이라고 말한다 왜냐하면 "그는 법을 위반하고 산꼭대기 위에 묻혔기 때문이다."

## 출연
- 잭 니콜슨 - 에드워드 콜
- 모건 프리먼 - 카터 챔버스
- 숀 헤이스 - 토머스/매슈
- 베벌리 토드 - 버지니아 챔버스
- 롭 모로 - 닥터 홀린스
- 알폰소 프리먼 - 로저 챔버스
- 로위나 킹 - 앤젤리카
- 제니퍼 드프랜시스코 - 에밀리 콜
- 세레나 리더 - 레이철

### 평가
본 영화는 평론가들로부터 상반된 평가를 받았다. 로튼 토마토에서는 147개의 리뷰중 41% 이 긍정적이고 24% 가 비판적이라고 보도했다. 메타크리틱에서는 이 영화가 33개의 리뷰는 통합하여 100점 만점 중에 40점을 받았다고 보도했다. 그중 갑상선암환자 로버트 에버트는 암환자들이 겪는 고통을 묘사하며 영화 버킷리스트에 별점 하나를 주었다.

## 박스오피스
본 영화는 2008년 1월 11일 미국과 캐나다에 첫회 대량 배급됐고 매 극장에서 박스 오피스 1위로 평균 $6,662를 기록하며 2911개 극장에서 $19,392,416를 벌었다. 2008년 6월 5일 본 영화는 주중에도 주말보다 예매율이 40% 이상 감소하지 않고 미국과 캐나다에서 총 $93,466,502, 그리고 다른 국가에서 $81,906,000, 전 세계적으로 $175,372,502 의 소득을 내어 예산 보다 45백만 달러 더 많은 이익을 Warner Bros. Pictures 배급사에 안겨 주며 종영하였다.

### 수상 경력
내셔널 보드 오브 리뷰에서 올해의 탑10 영화에 지명.

## 사운드트랙
2008년 1월 15일 바레스 사라반드 레코드사에서 배포되었다. 작곡가 Marc Shaiman의 앞선 프로젝트와 최신 테마곡들이 피처링 되어 있다. 이는 City Slickers, Simon Birch, The Addams Family, Mother, North, Sleepless in Seattle, South Park: Bigger Longer & Uncut, Mr. Saturday Night, 와 Stuart Saves His Family를 포함한 것과 같다. 본 앨범은 James Bond의 테마곡 "Goldfinger"를 Shaiman이 직접 부른 리메이크 버전도 포함하였다.
23개의 트랙은 다음과 같다:
1. Hospital Hallway (from the movie)
2. Like Smoke through a Keyhole (from the movie)
3. Best in L.A. (from the movie)
4. Really Bad News (from the movie)
5. Vie en Rose (from the movie)
6. Hotel Source (from the movie)
7. Did You Hear It? (from the movie)
8. Flying Home (from the movie)
9. Homecomings (from the movie)
10. Life and Death (from the movie)
11. The Mountain (from the movie)
12. End Credits (from the movie)
13. Theme from The American President ("A Seed of Grain")
14. Theme from City Slickers
15. Theme from Simon Birch
16. Theme from The Addams Family
17. Theme from Mother
18. Theme from North
19. Sleepless in Seattle / A Wink and a Smile"
20. South Park: Bigger Longer & Uncut/"Blame Canada"
21. Theme from Mr. Saturday Night
22. "Printmaster" (After John Barry's "Goldfinger")
23. Theme from Stuart Saves His Family ("What Makes a Family")

또다른 테마곡인 존 메이어의 "Say"는 버킷리스트 사운드트랙에 포함되지 않았다.

## 홈미디어
본 영화는 2008년 6월 10일에 DVD 와 블루레이 디스크로 배포되었다.